# アマデオ・カリーソ
アマデオ・カリーソ (Amadeo Carrizo) こと、アマデオ・ラウル・カリーソ・ラレタペ（Amadeo Raúl Carrizo Larretape, 1926年6月12日 - 2020年3月20日）は、アルゼンチン・サンタフェ州ルフィーノ出身の元サッカー選手。ポジションはゴールキーパー。
国際サッカー歴史統計連盟から20世紀で10番目に偉大なGKに選ばれ、ウーゴ・ガッティやレネ・イギータ、ホセ・ルイス・チラベルトらその後の南米出身のGKに大きな影響を与えた。
CAリーベル・プレートでは20年以上プレーし、1952年、1953年、1955年、1956年、1957年と5度のリーグ優勝を経験。520試合に出場して同クラブ歴代最多出場記録を持つ。また、アルゼンチン代表としても20試合に出場し、1958年のFIFAワールドカップにも招集された。カリーソは全3試合にスタメン出場したが、アルゼンチンはグループリーグで敗退してしまった。

## 所属クラブ
- CAリーベル・プレート 1945-1968
- アリアンサ・リマ 1969
- ミジョナリオスFC 1969-1970